# (68) Leto
Leto és l'asteroide núm. 68 de la sèrie. Fou descobert per en Karl Theodor Robert Luther (1822-1900) a Dusseldorf el 29 d'abril de 1861. És un asteroide gran del cinturó principal. El seu tipus espectral és de la classe S. El nom es deu a Leto, la mare de l'Apol·lo i l'Àrtemis de la mitologia grega.
1. 1 2 3 4 5 6  «JPL Small-Body Database». [Consulta: 16 octubre 2023].
2. ↑  Afirmat a: Minor Planet Center Database.
3. ↑  «JPL Small-Body Database». [Consulta: 23 gener 2024].
4. ↑  Afirmat a: Dictionary of Minor Planet Names (sisena edició revisada i ampliada). Pàgina: 20. Editorial: Springer Science+Business Media. Llengua del terme, de l'obra o del nom: anglès.
5. 1 2 3 4 5 6 7 8  «JPL Small-Body Database». [Consulta: 4 desembre 2024].